# Шоркістри (село)
Шоркістри́ (рос. Шоркистры, чув. Энĕшпуç) — село у складі Урмарського району Чувашії, Росія. Адміністративний центр Шоркістринського сільського поселення.
Населення — 1026 осіб (2010; 1102 у 2002).
Національний склад:
- чуваші — 97 %